# Orangotangos na cultura popular
Os orangotangos costumam atrair a atenção da cultura popular. Eles são citados extensivamente em obras de ficção e videogames, enquanto alguns indivíduos em cativeiro têm chamado bastante atenção na vida real.

## Indivíduos
- Ah Meng (1960–2008), Orangotango de Sumatra de Singapura.
- Ken Allen (1971–2000) foi um orangotango de Bornéu no Zoológico de San Diego conhecido por sua arte de fuga. Ele desatarraxou os parafusos com os dedos, alcançou as coisas e escalou paredes íngremes para encontrar liberdade temporária. Quando os tratadores descobrissem e fechassem uma de suas rotas de fuga, ele encontraria outra. Pelo menos uma vez ele foi descoberto entre os visitantes do zoológico e levado pela mão a um goleiro por um visitante. Ken Allen morreu em 2000.[1]

- Tom (nascido em 1983) é conhecido como o "rei" dos orangotangos nas proximidades da base de pesquisa Camp Leakey, Tanjung Puting. A maior parte dos visitantes que vão à área o procuram.[2]

- Sansão (nascido em 1982) é um Orangotango de Bornéu. É conhecido como "senhorzinho" no Zoológico de São Paulo. Seu reforçado café da manhã é detox de folhas verdes, legumes, frutas, água de coco, e suco de ameixa. Com a pandemia de 2020, e fechamento temporário do Zoológico de São Paulo, o orangotango estava sentindo saudades com mais de 100 dias sem interagir com pessoas, e até deixou de tomar seu café da Manhã para bater nos vidros. Está vivo até hoje.[3]

## Orangotangos em obras específicas de ficção
- Em A Ilha Misteriosa de Júlio Verne, os náufragos tinham um macaco vermelho chamado Júpiter.
- Melincourt (publicado pela primeira vez em 1817) pelo autor inglês Thomas Love Peacock tem um orangotango chamado Sir Oran Haut-Ton, que é apresentado como candidato à eleição como membro do parlamento.
- Um orangotango é apresentado no conto de Edgar Allan Poe, Os Assassinatos na Rua Morgue.
- A adaptação musical animada da Disney em 1967 de The Jungle Book adicionou um orangotango chamado King Louie ao elenco original de personagens antropomórficos de Rudyard Kipling. Ele também apareceu no TaleSpin do Disney Channel, mas é apenas referido como "Louie".
- No conto de Kipling, Bertran e Bimi, um orangotango aparentemente domesticado - “mad mit der ciumes” sobre o casamento de seu dono - leva a um mal final às coisas.
- Em The Light Fantastic, o segundo livro da série de romances de fantasia Discworld de Terry Pratchett, The Librarian of the Unseen University é involuntariamente transformado em um orangotango. Ele permanece assim durante toda a série e evita ativamente as tentativas de mudá-lo de volta.
- O orangotango Clyde é o companheiro de estimação de Clint Eastwood no filme Every Which Way But Loose e sua sequência Any Which Way You Can.
- No filme Dunston Checks In, um jovem garoto faz amizade com um orangotango ladrão em um hotel de luxo.
- No filme Jay e Silent Bob Strike Back, os protagonistas resgatam um orangotango chamado Suzanne de um laboratório de testes em animais. O trio também aparece nas cenas finais de Mallrats.
- Shirt Tales, uma série de desenhos animados dos anos 1980 produzida por Hanna-Barbera apresentou Bogey Orangutan (assim chamado porque ele falava com uma voz ao estilo de Humphrey Bogart).
- Em The Wild Thornberrys, da Nickelodeon, o personagem Donnie foi criado por orangotangos por um tempo depois que seus pais foram mortos por caçadores furtivos.
- Em Drake & Josh da Nickelodeon, Drake comprou um orangotango chamado Bobo de uma concessionária de automóveis e o vendeu para um homem que pretendia comê-lo.
- No episódio de Futurama, The Problem with Popplers, Zap Brannigan enganou os alienígenas para que comessem um orangotango para salvar Leela.
- Em Fear and Loathing in Las Vegas, Raoul Duke está interessado em comprar um orangotango, mas mais tarde no livro ele ataca as pessoas e é levado embora.
- No filme de Rob Schneider, O Animal, o personagem de Rob se envolve em uma luta violenta e eventualmente luta com um orangotango.
- No romance de Patrick O'Brian, The Thirteen Gun Salute, décimo terceiro livro da série Aubrey-Maturin, Stephen Maturin é acompanhado durante sua estada em um monastério budista por uma orangotango idosa chamada Muong.
- Em Ascensão do Planeta dos Macacos e suas sequências Alvorada do Planeta dos Macacos e Guerra pelo Planeta dos Macacos, um dos macacos mais proeminentes é um orangotango chamado Maurice. Com uma história no circo, ele é capaz de usar a linguagem de sinais antes mesmo de ficar mais esperto com a droga viral ALZ-113. Assim, ele é um dos primeiros macacos a fazer amizade com o protagonista, o chimpanzé inteligente César, e se torna seu conselheiro próximo.
- O romance Next, de Michael Crichton, apresenta um orangotango transgênico de Sumatra que fala francês e holandês.
- O filme Babe: Pig in the City apresenta um orangotango que gosta de se vestir com roupas humanas.
- O filme Link de 1986 apresenta um orangotango superinteligente como o vilão principal.
- A empresa britânica SSE plc usa, em sua campanha publicitária, um orangotango chamado Maya como mascote.
- No romance World of Wonders de Robertson Davies, parte do qual se passa em um circo itinerante, um orangotango chamado Rongo é apresentado. O macaco é tratado como pessoa, ocupando seu próprio beliche nos trens e não sendo enjaulado.
- Em JoJo's Bizarre Adventure: Stardust Crusaders, um orangotango chamado Forever é apresentado como um antagonista. Ele é muito inteligente, exibindo maneirismos humanos como fumar, orgulho e cobiça por mulheres humanas (como no filme Link), e empunha um Stand (uma manifestação psíquica do espírito de luta de alguém) chamado Força, em homenagem à carta do tarô. Este Stand é parcialmente porque ele tem maneirismos humanos e também é capaz de se ligar a navios, garantindo a Forever o controle completo sobre ele.
- Em Kidsongs: Very Silly Songs, depois de ver uma caixa com um sinal de alerta, os Kidsongs Kids e seus amigos Silly Willy e Silly Jilly decidem visitar Jim Along Josie, o orangotango, em sua cabana.

## Orangotangos em videogames
- Em Donkey Kong 64, Lanky Kong é um orangotango de Sumatra que usa seus braços muito longos com bons resultados para alcançar áreas fora dos limites (na verdade, há uma falha no jogo que, pelo posicionamento muito cuidadoso de Lanky usando o ele pode abrir e entrar em portas que deveriam estar trancadas atrás de um guardião, tocando-as). Uma poção também permite que ele faça OrangStand, andando com as mãos para escalar encostas íngremes. Ele também aparece em outros jogos relacionados, como Super Smash Bros. Brawl.
- Em Metal Slug 3, um orangotango sem nome controlado por IA usando fraldas pode parecer ajudar o jogador a matar zumbis com uma arma semelhante a uma submetralhadora Uzi.[4]
- O Pokémon Darmanitan e Oranguru são ambos baseados em orangotangos.